# فيصل الموسوي
الدكتور فيصل رضي الموسوي (مواليد 1944) طبيب بحريني ، رئيس مجلس الشورى السابق خلال الفترة 16 نوفمبر 2002 حتى 14 ديسمبر 2006 ، وكان وزيراً للصحة خلال الفترة 26 يونيو 1995 حتى 11 نوفمبر 2002. 

## السيرة
ولد فيصل الموسوي في البحرين في 6 أبريل 1944. حصل على بكالوريوس طب وجراحة من جامعة القاهرة في عام 1967. عمل أستاذ مشارك في جامعة الخليج العربي. عمل استشاري جراحة العظام بمستشفى السلمانية منذ 1976.
وكما عُين رئيساً لقسم الجراحة ورئيس الأطباء في 14 فبراير 1982
تم ترقيته إلى الوكيل المساعد للتدريب والتخطيط بوزارة الصحة في عام 1984. 
وفي 26 يونيو 1995 عُين وزيراً للصحة وشغل المنصب حتى 11 نوفمبر 2002
وفي 16 نوفمبر 2002 صدر أمر ملكي بتعينه رئيساً لمجلس الشورى للفصل التشريعي الأول وشغل المنصب حتى نهاية الفصل التشريعي في 14 ديسمبر 2006